# Багирян, Гайк Эдикович
Гайк Э́дикович Багиря́н (род. 18 августа 1969) — советский и российский футболист, полузащитник.

## Карьера
Воспитанник армянского футбола. В 1987 году был в составе ереванского «Арарата», провёл три матча в Кубке Федерации.
В 1-м круге 1990 года провёл 13 матчей и забил 1 гол за клуб 2-й лиги «Спитак», после чего во 2-м круге пополнил ряды «Кубани». Принял участие в 15 встречах команды в первенстве и в 1 поединке Кубка СССР. По итогам сезона «Кубань» покинула первую лигу.
В 1991 году провёл 15 матчей и забил 2 мяча за клуб 2-й лиги «Лори», а также сыграл 10 встреч за «Котайк» ил первой лиги. В 1992 году в составе «Арарата» дебютировал в Высшей лиге Армении, где провёл 32 матча и забил 6 голов.
С 1993 года играл в России. В 1993—1996 выступал за краснодарский «Колос», в 83 встречах забил 3 мяча за основу, и ещё в 1993 и 1995 годах провёл 5 игр за «Колос-д».
В сезоне 1997 года защищал цвета «Нефтехимика», сыграл 13 матчей.
С 1998 по 1999 год выступал в составе «Амура», в 52 встречах отметился 3 голами.
После завершения карьеры профессионального игрока работает детским тренером в футбольной школе «Дагомыс» с командами 2005 и 2006 годов рождения.

## Достижения
- Обладатель Кубка Первой лиги: 1991
- Серебряный призёр зоны «Запад» Второго дивизиона: 1994
- Бронзовый призёр зоны «Восток» Второго дивизиона: 1999